# Yacouba Coulibaly
Yacouba Coulibaly (Bobo-Dioulasso, 2 ottobre 1994) è un calciatore burkinabé, difensore del Wasquehal e della nazionale burkinabé.

## Carriera

### Club
Dal 2014 al 2017 ha giocato giocato nel campionato burkinabé; in seguito ha giocato nella seconda divisione francese con il Le Havre.

### Nazionale
Ha esordito in nazionale nel 2015.

## Palmarès

### Club

#### Competizioni nazionali
- 1ère Division: 1

RC Bobo: 2015